# Mike Spiteri
Mike Spiteri (Zabbar, 27 novembre 1955) è un cantante maltese.
Ha rappresentato Malta all'Eurovision Song Contest 1995 con il brano Keep Me in Mind.

## Biografia
Mike Spiteri ha avviato la sua attività musicale negli anni '70, partecipando a varie rassegne musicali maltesi. Nel 1985 ha vinto il Malta Song Festival cantando Kompjuter in duetto con Mirage, mentre nel 1992 ha conquistato un 3º posto con Paceville e Lonely People.
Nel 1995 ha partecipato a Malta Song for Europe, il processo di selezione del rappresentante eurovisivo maltese, proponendo il brano Keep Me in Mind e venendo scelto come vincitore dalla giuria. Alla finale dell'Eurovision Song Contest 1995, che si è tenuta il 13 maggio a Dublino, si è piazzato al 10º posto su 23 partecipanti con 76 punti totalizzati. È stato il preferito dalle giurie di Bosnia ed Erzegovina e Croazia, che gli hanno assegnato il punteggio massimo di 12 punti.
Nel 2011 ha vinto il festival di musica popolare Konkors Kanzunetta Indipendenza con la canzone B'rieda tal-ażżar, in collaborazione con Ray Agius.

## Discografia

### Album
- 1994 - Roses, Stars & Love Songs

### Singoli
- 1995 - Keep Me in Mind